# Parkinsonova demencija
Parkinsonova demencija (PDD) je demencija koja je povezana sa Parkinsonovom bolešću (PD). Zajedno sa demencijom sa Levijevim telima (DLB), to je jedna od demencija Levijevih tela koju karakterišu abnormalne naslage Levijevih tela u mozgu.
Parkinsonova bolest počinje kao poremećaj kretanja, ali u većini slučajeva napreduje i uključuje demenciju i promene raspoloženja i ponašanja. Znaci, simptomi i kognitivni profil PDD su slični onima kod DLB; DLB i PDD su klinički slični nakon pojave demencije kod Parkinsonove bolesti. Parkinsonova bolest je faktor rizika za PDD; ubrzava opadanje kognicije što dovodi do PDD. Do 78% ljudi sa PD ima demenciju. Deluzije kod PDD su manje uobičajene nego kod DLB, a osobe sa PD su obično manje zahvaćene svojim vizuelnim halucinacijama od onih sa DLB. Postoji veća incidenca tremora u mirovanju kod PD nego kod DLB, a znaci parkinsonizma kod PDD su manje simetrični nego kod DLB.
Demencija od Parkinsonove bolesti može se definitivno dijagnostikovati tek nakon smrti autopsijom mozga. Četvrti konsenzusni izveštaj za 2017. utvrdio je dijagnostičke kriterijume za PDD i DLB. Dijagnostički kriterijumi su isti za oba stanja, osim što se PDD razlikuje od DLB po vremenskom okviru u kome se simptomi demencije pojavljuju u odnosu na parkinsonske simptome. DLB se dijagnozira kada kognitivni simptomi počnu pre ili istovremeno sa parkinsonizmom. Demencija Parkinsonove bolesti je dijagnoza kada je Parkinsonova bolest dobro utvrđena pre nego što se demencija pojavi; odnosno početak demencije je više od godinu dana nakon pojave parkinsonskih simptoma.
Kognitivna bihejvioralna terapija može pomoći pacijentima sa Parkinsonovom bolešću sa parkinsonskim bolom, nesanicom, depresijom, anksioznošću i impulsnim poremećajima, ako su te intervencije pravilno prilagođene motornim, kognitivnim i izvršnim disfunkcijama koje se vide kod Parkinsonove bolesti, uključujući Parkinsonovu demenciju.

## Društvo i kultura
Opšta svest o LBD-u znatno zaostaje za onom o Parkinsonovoj i Alchajmerovoj bolesti, iako je LBD druga najčešća demencija, posle Alchajmerove.

## Spoljašnje veze
|  | Molimo Vas, obratite pažnju na važno upozorenje u vezi sa temama iz oblasti medicine (zdravlja). |